# Bors, Canton of Baignes-Sainte-Radegonde
Bors (còn được gọi là Bors-de-Baignes) là một xã của tỉnh Charente, thuộc vùng Nouvelle-Aquitaine, tây nam nước Pháp.